# Next Time I Marry
Next Time I Marry ist eine US-amerikanische Liebeskomödie von Garson Kanin aus dem Jahr 1938.

## Handlung
Nancy Crocker Fleming steht vor einem Problem: Sie muss einen einfachen Amerikaner heiraten, um das 20-Millionen-Dollar-Erbe ihres verstorbenen Vaters ausgezahlt zu bekommen. Der wollte sichergehen, dass Nancy keinen Gigolo heiratet und setzte die Klausel daher in sein Testament ein. Nancy sieht auf der Straße den Baggerfahrer Tony, dem sie 1000 Dollar für eine Heirat mit ihr bietet. Kurze Zeit später werden beide von einem Friedensrichter getraut. Nancy will anschließend eine schnelle Scheidung in Reno, um ihren Geliebten, den Grafen Georgi, heiraten zu können. Dem wiederum steht Nancys Onkel kritisch gegenüber, vermutet er in ihm doch einen Erbschaftsjäger. 
Auf der Fahrt nach Reno erkennen Nancy und Tony, dass sie sich ineinander verliebt haben und es kommt zum Happy End.

## Kritik
Der Film wurde unter anderem als „unterhaltsamer als er sein darf“ bezeichnet.

## Auszeichnungen
Next Time I Marry erhielt verschiedene Auszeichnungen von Zeitungen, so war er für World Movie News „Film of the month“.